# Bulbophyllum claussenii
Bulbophyllum claussenii är en orkidéart som beskrevs av Heinrich Gustav Reichenbach. Bulbophyllum claussenii ingår i släktet Bulbophyllum och familjen orkidéer. Inga underarter finns listade i Catalogue of Life.